# Flaga obwodu kurskiego
Flaga obwodu kurskiego zatwierdzona 17 grudnia 1996 to prostokątny materiał z pięcioma podłużnymi pasami: czerwonym, srebrnym, złotym, czarnym i czerwonym, w proporcjach (szerokość do długości) – 2:3. W centrum flagi znajduje się herb obwodu kurskiego. Pasy czerwone są tej samej szerokości, również znajdujące pomiędzy nimi pasy srebrny, złoty i czarny są sobie równe. Każdy z czerwonych pasów jest dwukrotnie szerszy od każdego z pasów środkowych. 
Według innego opisu flagi:

...Proporcje szerokości pasa koloru czerwonego do szerokości jednego z pasów srebrnego, złotego albo czarnego – jeden do dwóch...

W załączniku do ustawy dano pierwotnie inny obraz flagi": zastosowano zamiast koloru białego (srebrnego) – szary, a herb rejonu umieszczono nie w centrum flagi, lecz nieco wyżej, na srebrnym i złotym pasie. 
Flaga została opracowana pod kierunkiem Aleksandra Ruckowa. Za podstawę przyjęto kolory flagi Imperium Rosyjskiego z lat 1859–1883.

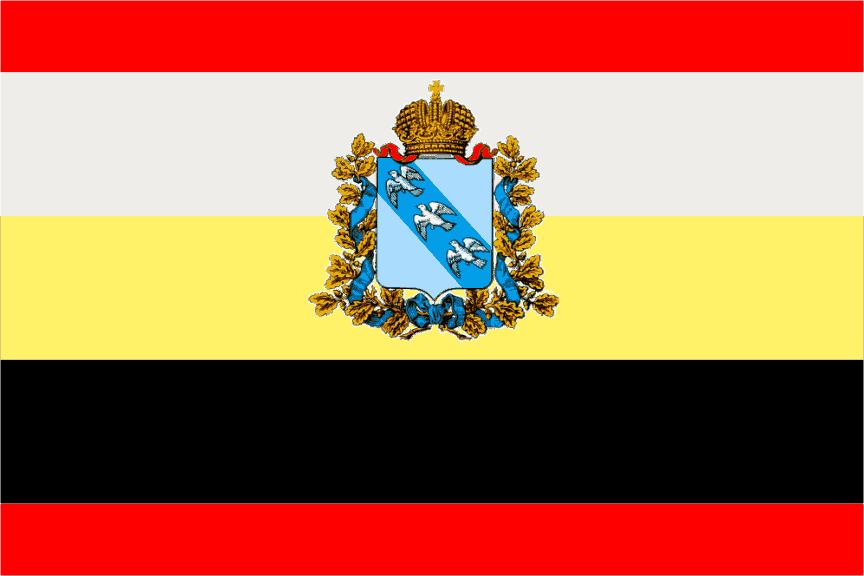
Flaga obwodu kurskiego (wariant)
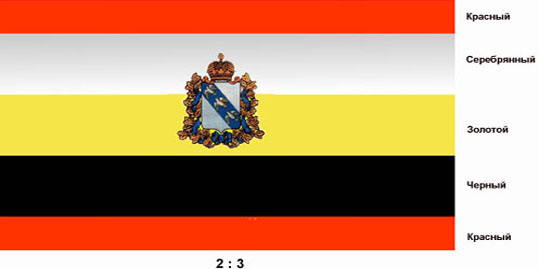
Pierwotny załącznik do ustawy о fladze obwodu kurskiego

Kolor czerwony symbolizuje siłę, odwagę i męstwo, którymi wykazali się mieszkańcy w czasach wielkich prób, ich  krew, przelaną na polach bitew. Położenie czerwonych pasów na górze i na dole flagi przypomina przemienność czasów. Kolor czarny symbolizuje żyzną, czarną ziemię regionu; kolor złoty (żółty)  – jej pola zbóż, kolor srebrny (biały) przypomina barwę tarczy historycznego kurskiego godła, wyraża czystość myśli ludzi regionu.